# Kalina (Mazovie)
Pour les articles homonymes, voir Kalina.
Kalina (prononciation : [kaˈlina]) est un village polonais de la gmina de Warka dans le powiat de Grójec de la voïvodie de Mazovie dans le centre-est de la Pologne.
Il se situe à environ 4 kilomètres au nord de Warka (siège de la gmina), 25 kilomètres à l'est de Grójec (siège du powiat) et à 47 kilomètres au sud de Varsovie (capitale de la Pologne).
Le village possède approximativement une population de 100 habitants.

## Histoire
De 1975 à 1998, le village appartenait administrativement à la voïvodie de Radom.